# 1991 VG
1991 VG és un objecte proper a la Terra descobert per l'astrònom nord-americà James V. Scotti el 6 de novembre del 1991. 1991 VG segueix una òrbita heliocèntrica similar a l'òrbita terrestre i feu una aproximació a la Terra un mes del seu descobriment (el 5 de desembre del 1991).